# Albert Kortüm

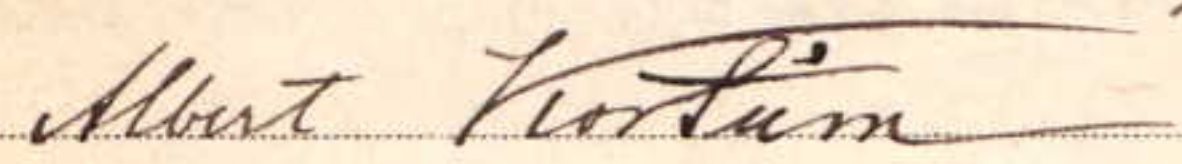
Unterschrift von Albert Kortüm (1875)

Albert Kortüm (* 26. Januar 1845 in Neuhoff (Mecklenburg); † 1921 in Schwerin, beigesetzt 12. August 1921 in Lübeck; vollständiger Name: Albert Otto Ferdinand Friedrich Kortüm) war ein deutscher Architekt und Baubeamter.

## Wirken
Das architektonische Werk von Albert Kortüm und sein Lebensweg sind nur lückenhaft überliefert und bisher nicht wissenschaftlich erforscht; so konnte bisher auch nichts über seine Ausbildung als Architekt ermittelt werden. Die beiden ersten überlieferten Bauten waren sogleich repräsentative Projekte des preußischens Staates: 1874 wurde ihm die Projektleitung  zum Neubau der Deutschen Gesandtschaft in Konstantinopel (heute Deutsches Generalkonsulat Istanbul) übertragen und ab 1878 die Projektleitung für zwei große Universitätsneubauten in Göttingen; alle diese Bauten waren noch von anderen Architekten entworfen worden. Im Ergebnis brachten die Erweiterung der berühmten Göttinger Universitätsbibliothek und der Neubau des Naturhistorischen Museums der Universität mit in Berlin entstandenen Entwürfen eine neuartige und monumentale Architektursprache nach Göttingen.
Die erfolgreich absolvierten Arbeiten qualifizierten ihn fortan als Fachbuchautor für das renommierte Handbuch der Architektur, in dem er 1887 das Kapitel über „Gebäude für Ministerien, Botschaften und Gesandtschaften“ und 1893 das Kapitel über „Bibliotheken“ verfasste. Dabei nutzte er die Gelegenheit, die Gesandtschaft in Konstantinopel und die Universitätsbibliothek in Göttingen beispielhaft vorzustellen. Überhaupt wird bei Kortüms Göttinger Universitätsbauprojekten sein wissenschaftlicher und systematischer Arbeitsansatz deutlich, der sich auch durch ausgedehnte Studienreisen ausdrückte, die er vorbereitend zu vergleichbaren europäischen Bauten und deren Einrichtungen unternahm.
Kortüm war ab August 1878 in Göttingen nachweisbar, wohin er aus Berlin kommend übersiedelte und zunächst die beiden großen Universitäts-Neubauprojekte der Bibliothekserweiterung und des Naturhistorischen Museums leitete. Dazu war er als „Kreisbauinspektor“ bzw. „königlicher Landbauinspektor“ organisatorisch in die Kreisbauinspektion Göttingen eingegliedert, deren Vorstand er 1882–1885 war und schließlich dort weitere Universitätsbauten in Göttingen bearbeitete.
1885 wurde Kortüm aus Göttingen wegversetzt. Von 1888 bis 1899 amtierte Kortüm als Stadtbaurat in Erfurt und Leiter des dortigen Hochbauamts. 1904 wirkte Kortüm in Halle an der Saale, wo ihm der Titel „Baurat“ verliehen wurde. Noch 1909 signierte er dort als „Vorsteher der Baubteilung der Landwirtschaftskammer für die Provinz Sachsen.“

## Privates
Albert Kortum war der Sohn von Pensionär Hellmuth Kortüm und Emma, geb. Ihlefeld. 1875 heiratete er in Berlin die Apothekerstochter Hedwig Sannenberg. 1881 kam in Göttingen seine Tochter Margarethe zur Welt.
In seiner Erfurter Zeit war er u. a. Mitglied im Alpenverein Sektion Erfurt und zeitweise Schriftführer im Verein für die Geschichte und Altertumskunde von Erfurt. Mehrfach publizierte er in den Mitteilungen des Vereins für die Geschichte und Altertumskunde von Erfurt über Erfurter Architektur und Baugeschichte.
Zuletzt lebte Kortüm in Schwerin; er starb 76-jährig und wurde 1921 in Lübeck beigesetzt.

## Projekte und Bauten (Auswahl)

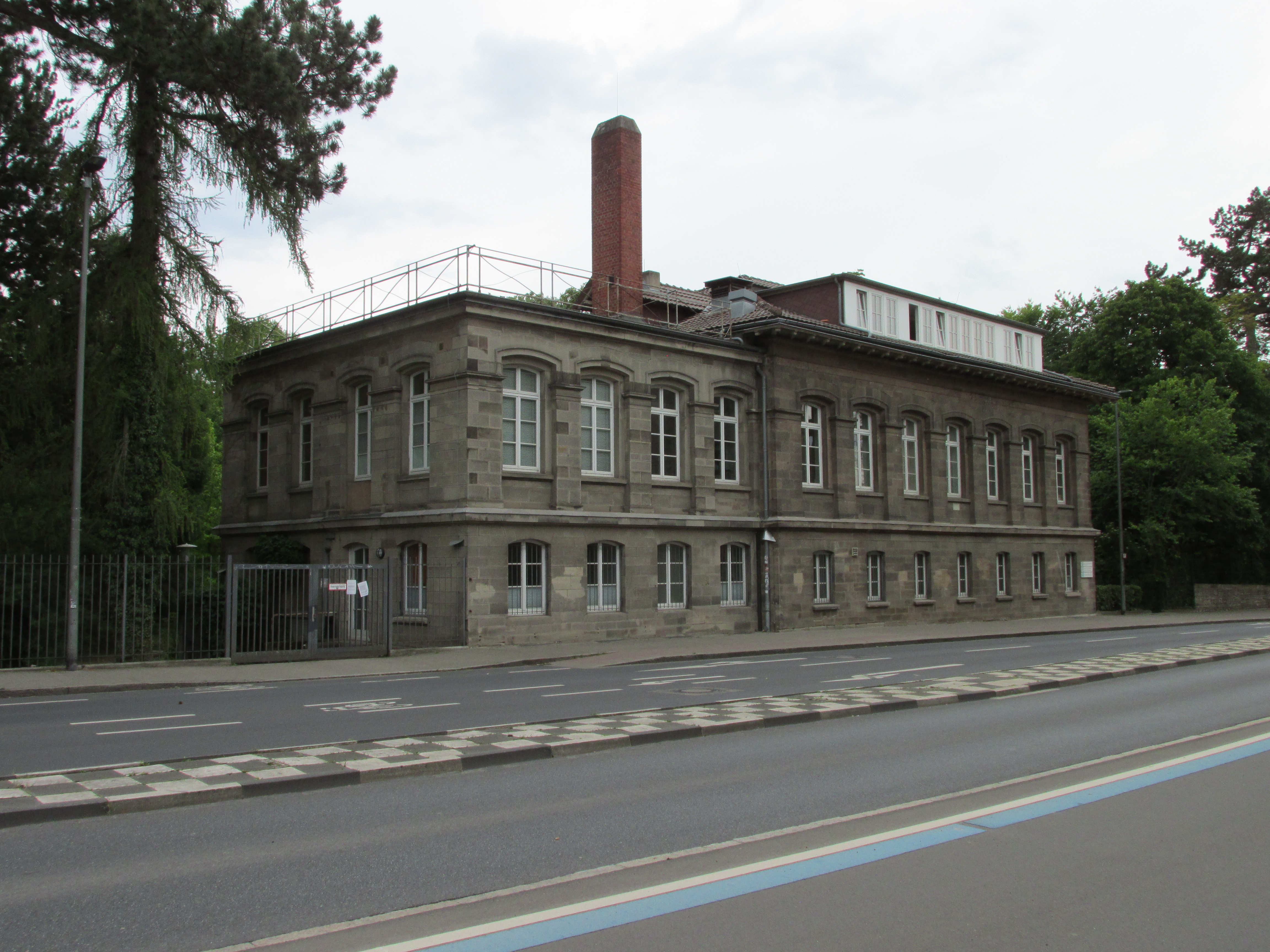
Pflanzenphysiologisches Institut der Universität Göttingen, Nikolausberger Weg 18 (2020)

- Pflanzenphysiologisches Institut der Universität Göttingen, Nikolausberger Weg 18 (2020)1865: Bauaufnahmen des Altars von St. Marien in Güstrow
- 1874–1877: Projektleitung beim Neubau der Deutschen Gesandtschaft Konstantinopel (Entwurf: Hubert Göbbels)
- 1878–1879 (mit Alfred Lipschitz): Übernahme der Projektleitung beim laufenden Neubau des Naturhistorischen Museums der Universität Göttingen, Berliner Straße 28
- 1878–1883: Projektleitung beim Erweiterungs-Neubau der Universitätsbibliothek Göttingen, Prinzenstraße 1 (Entwurf: Hermann Cuno)
- 1879–1880: Neubau Pflanzenphysiologisches Institut der Universität Göttingen, Nikolausberger Weg 18[17][18]
- 1883: Neubau Forstamt Escherode[19]
- 1889–1891 (mit Hans Breymann): Neubau Pathologisches Institut der Vereinigten Kliniken Göttingen, Goßlerstraße 10[20]
- 1889–1891: (Bauleitung: Hans Breymann) Neubau Chirurgische Klinik der Vereinigten Kliniken Göttingen, Käte-Hamburger-Weg 3 (Humboldtallee 13)[21][9]
- 1893–1894: Umbau Theater Erfurt[22][23]
- 1903–1905 (mit Oscar Grulich): Neubau Bibliotheksgebäude der Deutschen Akademie der Naturforscher Leopoldina in Halle aan der Saale, August-Bebel-Straße 50a[24][25]
- 1909–1910 (mit Stadtgartendirektor Max Bromme): Neubau Stadtparktreppe in Erfurt[26]

## Schriften
- Anatomie-Gebäude in Göttingen. In: Centralblatt der Bauverwaltung, Jg. 2, 1882, Nr. 22, S. 189 (Digitalisat auf digital.zlb.de, abgerufen am 7. Mai 2025)
- Die Universitäts-Bibliothek in Göttingen, nebst Bemerkungen über Bau und Einrichtung von Bibliotheken. In: Centralblatt der Bauverwaltung, Jg. 3, 1883, S. 247–249, 261–263, 272–273, 280–282. (Digitalisat auf digital.zlb.de, abgerufen am 20. April 2025)
- Anlage und Einrichtungen von Bibliotheken. In: Allgemeine Bauzeitung, Jg. 49, 1884, S. 49–52, 57–64 sowie Bl. 34-41 (Digitalisat auf anno.onb.ac.at, abgerufen am 20. April 2025)
- Sammlungsschränke des naturhistorischen Museums in Göttingen. In: Zeitschrift für Bauwesen, Jg. 36, 1886, Sp. 481–488.
- Gebäude für Ministerien, Botschaften und Gesandtschaften. In: Handbuch der Architektur, Bd. 4.7: Gebäude für Verwaltung, Rechtspflege und Gesetzgebung; Militärbauten. Arnold Bergsträsser, Darmstadt 1887, S. 84–110. (GoogleBooks)
- (mit Eduard Schmitt) Bibliotheken. In: Handbuch der Architektur, Bd. 4.6.4: Gebäude für Erziehung, Wissenschaft und Kunst. Arnold Bergsträsser, Darmstadt 1893, S. 41–172. (GoogleBooks); 2. Auflage Stuttgart 1906.
- Über Stroh- und Rohrdächer. In: Zentralblatt der Bauverwaltung, 1909, Heft 43, S. 293–294. (Digitalisat auf digital.zlb.de, abgerufen am 20. April 2025)